# 샘 테일러
샘 테일러(Sam Taylor, 1916년 7월 12일 ~ 1990년 10월 5일)는 재즈계의 사람이다. 근래 들어 무드 댄스의 음악면에서 인기가 높아진 테너 색소폰 주자였다. 테네시주 태생으로, 양친과 형제가 모두 음악가. 클라리넷 주자로서 형 폴의 악단에서 일하였으며 후에 테너로 바꿔 1941년에 쿠티 윌리엄스 악단에 참가하였다. 럭키 밀린더, 캡 캐로웨이 악단을 거쳐 1955년에 스스로 악단을 조직, 호쾌한 연주 스타일로 이름이 높다.